# 素盞嗚神社 (宝塚市)
素盞嗚神社（すさのおじんじゃ）は兵庫県宝塚市内に7社ある、素盞嗚命（すさのおのみこと）を主祭神とする祇園信仰の神社である。
暴れ川として知られた武庫川の本流・支流域に分布している。
これらの神社は、江戸時代までは牛頭天王社と称され牛頭天王を祭神としていた。
明治初期の廃仏毀釈により祭神名を素盞嗚命へ改め、社名も素盞嗚を冠した。
1. 素盞嗚神社（高司）
2. 素盞嗚神社（長谷）
3. 素盞嗚神社（上佐曽利）
4. 素盞嗚神社（切畑）
5. 素盞嗚神社（小林）…宝塚神社へ合祀
6. 素盞嗚命神社（玉瀬）
7. 素盞嗚命神社（大原野）

高司と長谷の2社の本殿は、兵庫県指定重要有形文化財に指定されている。

## 素盞嗚神社 (宝塚市高司)
旧川辺郡蔵人村の村社。
- 創建時期は不詳。武庫川の氾濫で甚大な被害を受けていた村人が、荒ぶる武庫川を鎮めるため祀ったといわれている。
- 明治初期、素盞嗚神社へ改称。牛頭天王社を末社とした。

### 社殿・境内
- 本殿：素盞嗚命を祀る。一間社流造杮葺（唐破風付）で、享保7年（1722年）の寺社改帳の記載と現在の本殿寸法等が一致することから、江戸時代初期（17世紀初頭）の建立と推定できる。
- 相殿：本殿の左右にあり、それぞれ天照大神と蛭児大神を祀る。一間社流見世棚造杮葺で、17～18世紀の建立と推定される。
- 末社：牛頭天王社のほか、宗像、金刀比羅、天満など十数社ある。

### 祭事
- 1月1日：元旦祭
- 1月15日：小正月・しめ縄焼神事
- 8月4日：夏祭
- 9月第1日曜日：砂持祭
- 10月18日：秋祭
- 12月31日：除夜祭（福火）

### 文化財
- 本殿、相殿の3棟が兵庫県の有形文化財に指定されている。

### 所在地・交通
- 兵庫県宝塚市高司（たかつかさ）2-14-6
  - 阪急今津線小林駅から徒歩18分

## 素盞嗚神社 (宝塚市長谷)
旧川辺郡長谷（ながたに）村の村社。
- 弘治年間に現在地へ遷座したと伝えられる。
- 普光寺と同じ境内にあり、神仏習合の典型的な配置である。

### 社殿・境内
- 本殿：近畿地方で数少ない、三間社切妻造平入（一間向拝付）で、江戸時代初期の建立。細部には八阪神社 (宝塚市)と同一の様式が見られる。
- 長床（ながとこ）：本殿前にある舞台で、農村歌舞伎が行われていた。長床の床下をくぐって参拝する、珍しい参道になっている。
- 宝篋印塔：観応元年（1350年）の銘がある。「波豆石」と呼ばれる流紋岩製。

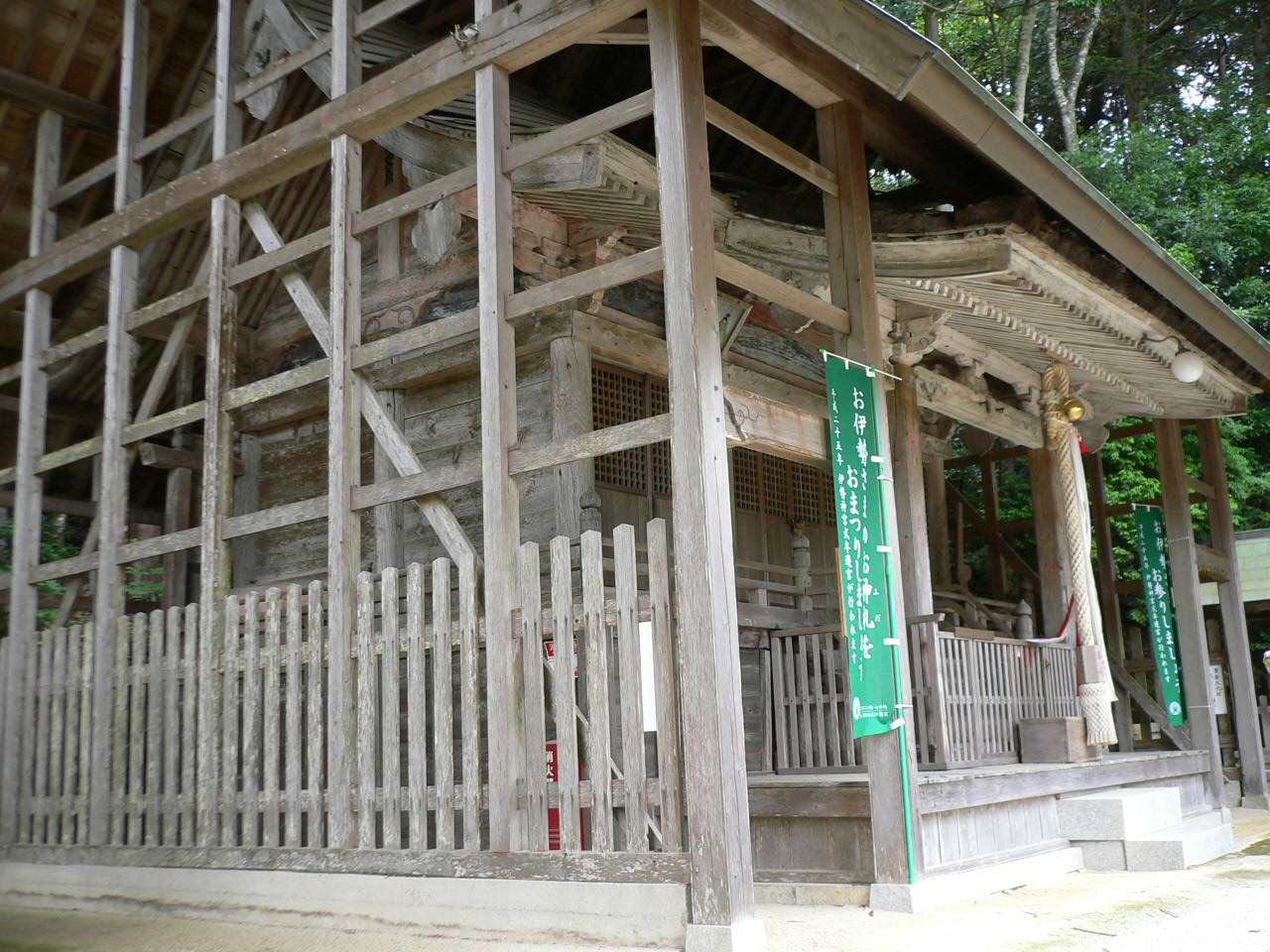
本殿（重要文化財）と覆屋

### 文化財
- 本殿と宝篋印塔が、兵庫県の重要有形文化財に指定されている。

### 所在地・交通
- 兵庫県宝塚市長谷字道谷4
  - 阪急田園バス10・11系統乗車、「長谷公民館前」下車

## 素盞嗚神社 (宝塚市上佐曽利)
旧川辺郡上佐曽利（かみさそり）村、下佐曽利村の村社。萬正寺と隣接している。
- 社伝によると、本殿は天正17年（1589年）の建立。正徳年間に改修したと伝えられる。

### 所在地
- 兵庫県宝塚市上佐曽利寺ノ上5

北緯34度56分19秒 東経135度18分47秒 / 北緯34.93861度 東経135.31306度

## 素盞嗚神社 (宝塚市切畑)
旧川辺郡切畑（きりばたけ）村（北畑村と南畑村が合併）の村社。願宗寺と隣接している。

### 所在地
- 兵庫県宝塚市切畑字堂山33-1

北緯34度52分46秒 東経135度19分55秒 / 北緯34.87944度 東経135.33194度

## 素盞嗚神社 (宝塚市小林)
旧川辺郡小林（おばやし）村の村社のひとつで「東氏神」と言われていた。現在の宝塚神社。
- 明治に牛頭天王社から素盞嗚神社へ改称、昭和41年（1966年）に「西氏神」であった日吉神社（旧：山王権現社）と神社合祀し、宝塚神社へ改称した。

### 旧所在地
- 兵庫県宝塚市小林3-4

## 素盞嗚命神社 (宝塚市玉瀬)
旧川辺郡玉瀬（たまぜ）村の村社のひとつ。満福寺と隣接している。
- 明治に入り須佐之男神社改称、大正14年（1925年）に同じ村社の大己貴命神社（旧：八王子神社）と神社合祀し、素盞嗚命神社へ改称した。

### 所在地
- 兵庫県宝塚市玉瀬字前田1

北緯34度53分7秒 東経135度18分34秒 / 北緯34.88528度 東経135.30944度

## 素盞嗚命神社 (宝塚市大原野)

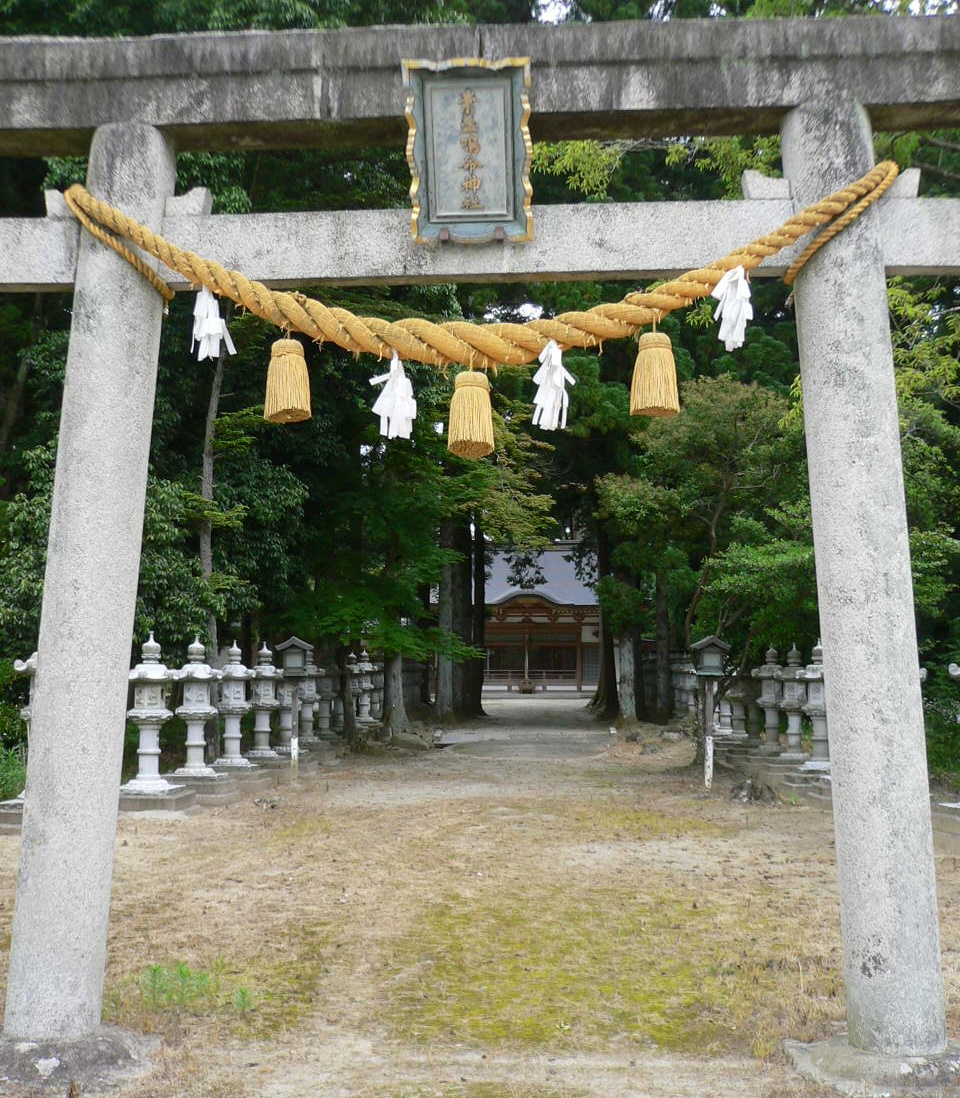

旧川辺郡大原野村の村社。社叢は、宝塚市の天然記念物に指定されている。
- 社伝では、応永5年（1398年）に牛頭天王像を遷座させたとあり、14世紀には創建されていたと考えられる。
- その後戦乱で荒廃し、慶安5年（1562年）に牛頭天王社として再興された。
- 明治42年（1909年）、2社の天満神社を神社合祀した。

### 所在地
- 兵庫県宝塚市大原野字南宮1

北緯34度54分23秒 東経135度18分22秒 / 北緯34.90639度 東経135.30611度